# Hummelshain
Hummelshain là một đô thị thuộc huyện Saale-Holzland, trong bang Thüringen, Đức. Đô thị Hummelshain có diện tích 17,57 km².